# MiKTeX
MiKTeX je software obsahující kompilátor TeXu, LaTeXu a spřízněných variant. Pracuje na platformě Microsoft Windows, vyvíjí jej Christian Schenk. Jeho součástí je textový editor TeXworks určen pro základní upravování zdrojového textu.
Význačným rysem této distribuce je snadná instalace jakož i možnost automaticky nahrávat nové verze komponent a balíčků z internetu. Současná stabilní verze MiKTeXu je 2.9.